# Crema inglese

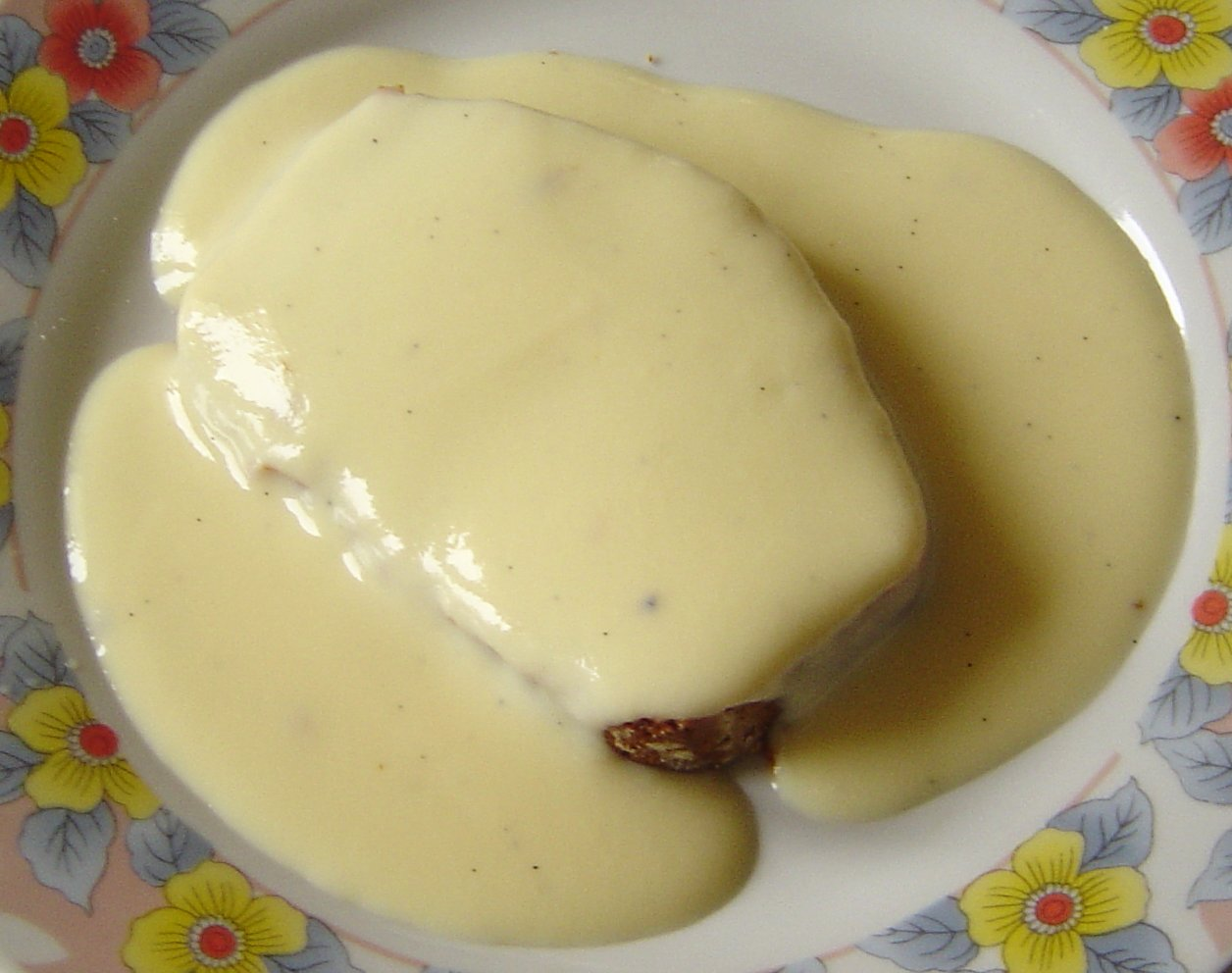
Crema inglese su pan speziato

La crema inglese (o crème anglaise) è una crema originaria della Francia che si utilizza prevalentemente come salsa calda da accompagnare ai dolci a temperatura ambiente, oppure come preparazione base per realizzare charlotte e bavaresi.
Si tratta, sostanzialmente, di una crema senza farina, che resta vellutata e meno densa di una normale crema pasticcera, adatta appunto ad essere una salsa da condimento e non una farcitura.
L'effetto di addensamento della crema è dovuto ai tuorli d'uovo, cotti ad una temperatura non superiore agli 82-85 °C, detta anche "cottura alla rosa".